# Nowe Tarnowo
Nowe Tarnowo (prononciation : [ˈnɔvɛ tarˈnɔvɔ]) est un village polonais de la gmina de Czempiń dans le powiat de Kościan de la voïvodie de Grande-Pologne dans le centre-ouest de la Pologne.
Il se situe à environ 2 kilomètres au nord de Czempiń (siège de la gmina), à 12 kilomètres au nord-est de Kościan (siège du powiat) et à 28 kilomètres au sud de Poznań (capitale régionale).
Le village possède une population de 50 habitants en 2011.

## Histoire
De 1975 à 1998, le village faisait partie du territoire de la voïvodie de Poznań.

Depuis 1999, Nowe Tarnowo est situé dans la voïvodie de Grande-Pologne.